# Flex (Dizzee Rascal)
Flex è un brano musicale del rapper britannico Dizzee Rascal, pubblicato come terzo singolo estratto dall'album Maths + English. Il brano, scritto da Dylan Mills, è stato pubblicato il 19 novembre 2007 dalla XL Records.

## Tracce
CD singolo
1. Flex (Original)
2. Flex (Dave Spoon Reflex)
3. Flex (Dave Spoon Redub)
4. Flex (Micky Slim Remix)
5. Flex (Micky Slim Dub)
6. Flex (D 70 Remix)

7" Vinyl
1. Flex (Original)
2. Pussy'ole (Old Skool) (Family of Five Remix)

## Classifiche
| Classifica (2007) | Posizione più alta |
| ----------------- | ------------------ |
| Regno Unito       | 23                 |